# An Thái Đông
An Thái Đông là một xã thuộc huyện Cái Bè, tỉnh Tiền Giang, Việt Nam.
Xã An Thái Đông có diện tích 7,34 km², dân số năm 1999 là 8.812 người, mật độ dân số đạt 1.201 người/km².

## Lịch sử
Ngày 22 tháng 1 năm 1947, chi đội 17 Quốc vệ đội Mỹ Tho, chi đội 18 đại đội trường quân chính khu 8, du kích Cái Bè của Quân đội nhân dân Việt Nam đã tổ chức phục kích Cổ Cò, làm thương vong 170 lính Pháp.
Di tích lịch sử Chiến thắng Cổ Cò nằm trên Quốc lộ 1, thuộc địa phận ấp Thái Hòa, cách chợ Cổ Cò khoảng 500 m.